# دي ويت كلينتون فورت
دي ويت كلينتون فورت هو محامي وسياسي أمريكي، ولد في 8 يونيو 1830 في مقاطعة هاردمان في الولايات المتحدة، وتوفي في 25 مايو 1868 في هيمبستيد في الولايات المتحدة. انتخب عضو مجلس نواب تكساس ‏.